# Karl Zerbe
Karl Zerbe (* 16. September 1903 in Berlin; † 24. November 1972 in Tallahassee, Florida) war ein deutsch-US-amerikanischer Maler.

## Leben
Zerbes Familie siedelte 1904 von Berlin nach Frankreich um. Er besuchte die Grundschule in Paris. Im Jahr 1914 zogen sie nach Frankfurt am Main und Zerbe studierte 1920 Chemie an der Technischen Hochschule in Friedberg. Ab 1923 studierte er Malerei an der Debschitz-Schule in München bei Josef Eberz.
1931 gründete er mit weiteren Kunstmalern eine Ausstellungsgemeinschaft, die als Sieben Münchner Maler bekannt wurde. Zur Vereinigung zählten Albert Burkart, Franz Doll, Günther Graßmann, Wilhelm Maxon, Otto Nückel und Walter Schulz-Matan, die sich erstmals 1931 öffentlich mit Werken in der Münchner Städtischen Galerie im Lenbachhaus zeigten. Wegen seines jüdischen Hintergrunds war Zerbe nach der Machtergreifung der Nazis zunehmend gefährdet, und er verließ 1934 Deutschland. Bis zur endgültigen Auflösung des Deutschen Künstlerbundes (DKB) durch die nationalsozialistische Reichskunstkammer war Zerbe auch dessen Mitglied. Ein letzter Eintrag Karl Zerbe im Verzeichnis der ordentlichen Mitglieder des DKB findet sich noch in der Liste von 1936. Es wurden ihnen jedoch systematisch die künstlerischen Möglichkeiten beschnitten. Ihr letztes gemeinsames öffentliches Auftreten fand im Sommer 1937 statt. 1937 wurde in der Nazi-Aktion „Entartete Kunst“ Bilder Zerbes aus der Berliner Nationalgalerie (Kronprinzen-Palais), dem Kupferstichkabinett Dresden, der Kunstsammlungen der Stadt Düsseldorf, dem Provinzial-Museum Hannover, dem Pfälzisches Gewerbemuseum Kaiserslautern und der Bayerischen Staatsgemäldesammlungen München beschlagnahmt und zerstört, von denen das Ölgemälde "Herbstlicher Garten" aus der Berliner Nationalgalerie am bekanntesten war.
Von 1937 bis 1955 war Karl Zerbe Leiter der Abteilung für Malerei an der School of the Museum of Fine Arts in Boston. Im Jahr 1939 wurde er US-Bürger. Von 1955 an war er Professor an der University of Florida.

## Werke

### 1937 als "entartet" beschlagnahmte und zerstörte Werke
- Herbstlicher Garten (Öl auf Holz, 90 × 110 cm, 1929)
- Festliches Stillleben (Öl auf Leinwand, 66 × 93,5 cm)
- Das grüne Haus (Aquarell)
- Arbeiter (Radierung)
- Männer- und Frauenporträt (Radierung)
- Kartenspieler (Radierung)
- Der Blinde (Radierung)
- eine weitere Radierung, deren Titel nicht bekannt ist

### Weitere Werke (Auswahl)
- Dark Cardinal (Gouache auf Karton, 66,7 × 45,7 cm, 1947; Metropolitan Museum of Art, New York)[4]
- Pastorale (Kaseintempera und Wachs auf chinesischem Papier, montiert auf Masonit, 36,2 × 51,1 cm, 1948; Metropolitan Museum of Art, New York)[5]
- Gesicht der großen Lüge (Holzschnitt, 62,4 × 44,2 cm, 1951; MoMA, New York)[6]
- Harlem (Tempera auf Leinwand, 113 × 61 cm, 1952; MoMA, New York)[7]